# Distretto di Serik
Il distretto di Serik (in turco Serik ilçesi) è uno dei distretti della provincia di Adalia, in Turchia.